# Вольф, Йоханнес (музыковед)
Йоханнес Вольф (нем. Johannes Wolf; 17 апреля 1869, Берлин, Германия — 25 мая 1947, Мюнхен, Германия) — немецкий музыковед и педагог, исследователь средневековой музыкальной культуры, специалист в области музыкальной палеографии.

## Биография
В 1888—1892 годах изучал германистику и музыковедение у Филиппа Шпитты, Генриха Беллермана и Хуго Римана в Берлинском университете и одновременно (с 1889) у Вольдемара Баргиля — в Высшей школе музыки в Берлине. С 1902 года уже сам преподавал историю музыки в своей альма-матер, где в 1908 году стал профессором, и одновременно в 1907—1927 годах преподавал в Академии церковной и школьной музыки. В 1928—1934 годах руководитель музыкального отдела Прусской государственной библиотеки. В 1917 году стал одним из основателей Немецкого музыкального общества, председателем которого состоял в 1927—1933 годы. 
Вольф много занимался историей нотации, в 1904 году опубликовал книгу «История мензуральной нотации», а в 1913–1919 годах — двухтомный «Справочник по нотации», которые считался в Германии своего рода «стандартом» музыкальной палеографии. Вольф также извлёк из небытия Иоанна де Грокейо (XIII век), впервые опубликовал (в 1899–1900) его трактат о музыке, снабдив издание солидным научным комментарием.

## Сочинения
- Die Musiklehre des Johannes de Grocheo // SIMG I (1899–1900), S.65–130.
- Geschichte der Mensural-Notation von 1250–1460. Leipzig 1904.
- Handbuch der Notationskunde, Tl 1-2. — Leipzig, 1913-19.
- Die Tonschriften. — Breslau, 1924.
- Geschichte der Musik in allgemeinverständlicher Form, Tl 1-3. — Leipzig, 1925, 1957.
- Zur Geschichte der Musikabteilung der Staatsbibliothek. — Berlin, 1930.